# Lusby (Maryland)
Lusby – jednostka osadnicza w Stanach Zjednoczonych, w stanie Maryland, w hrabstwie Calvert.